# Leptodontium allorgei
Leptodontium allorgei är en bladmossart som beskrevs av Maurice Bizot 1973. Leptodontium allorgei ingår i släktet groddmossor, och familjen Pottiaceae. Inga underarter finns listade i Catalogue of Life.